# Ordem do Redentor
A Ordem do Redentor (em grego: Τάγμα του Σωτήρος; romaniz.: Tágma tou Sotíros), também conhecida como Ordem do Salvador,  é uma ordem de mérito da Grécia. A Ordem do Redentor é a mais antiga e mais alta condecoração concedida pelo Estado grego moderno.

## Estabelecimento
O estabelecimento da Ordem do Redentor foi decidido pela Quarta Assembleia Nacional em Argos em 1829, durante o último ano da Guerra de independência da Grécia.  A decisão não foi imediatamente implementada, no entanto, e o decreto relevante foi assinado em Náuplia pelo Conselho de Regência (Josef Ludwig von Armansperg, Karl von Abel e Georg Ludwig von Maurer) em nome do Rei Oto em 20 de maio de 1833.   De acordo com o decreto de constituição, o nome da Ordem “recordará a salvação da Grécia, realizada milagrosamente e fortuitamente pela assistência divina”.